# 七號獅式戰車
七號獅式超重型戰車（Panzerkampfwagen VII Löwe）為二戰納粹德國研發的一款超重型戰車。

## 歷史

在追求威力以及具備一定技術成熟面的條件下，1942年克虜伯公司就提出了「虎鼠式」（Tiger-Maus）重型戰車以及「獅式」七號戰車（PzKpfw VII Löwe, VK7001）的研發企劃案。不過這項計畫最後淪為保時捷與克虜伯之間對於預算的鬥爭，尤其保時捷推出更大一號的鼠式戰車企劃案之後，獅式戰車的企劃案就因為希特勒對於鼠式戰車的興趣而在同年3月初就被取消，但是克魯伯的研發經驗與技術卻為後來的鼠式重型坦克舖下一條康莊大道。

## 發展沿革
克虜伯的研發人員曾经將腦筋動到魚雷快艇所使用的戴姆勒朋馳20汽缸MT 502柴油引擎上，藉助他將近1000匹的馬力來推動。
到了1942年2月到5月的時候獅式坦克就已經出現了六種不同的設計。后来主要的两种方案为「輕裝獅式戰車」（Leichter Löwe，簡稱「輕獅」）與「重裝獅式戰車」（Schwerer Löwe，簡稱「重獅」）兩種，輕獅的正面裝甲厚達100公厘，重76噸；重獅的正面裝甲厚達120公厘，重90噸。兩者共用105公厘70倍徑主砲以及同軸機槍。轻狮为后置炮塔，重狮为中置炮塔，轮廓有点像虎II。理論上重獅應該能夠達到每小時23公里的速度；輕獅則應該能達到每小時27公里的速度。重狮搭配150公厘KwK 44 38倍徑的主砲，正面裝甲要達到140公厘。面對這麼重的傢伙，研發人員只好再將它的履帶設計成900-1000公厘的寬度，同時再加強引擎的馬力設計預期達到每小時30公里的時速。
當克虜伯公司在進行虎II坦克研发的期間，研發人員仍然在想著一個綜合輕獅與重獅的版本，就是採用88公厘KwK 71倍徑主砲並且維持140公厘的正面裝甲。重新設計的獅式戰車能夠以90噸的重量達到35km/h的速度。至於這個速度就依賴邁巴赫（Maybach）的HL 230 P30 12汽缸引擎所產生800匹馬力來帶動；甚至獅式坦克被設定為取代虎式坦克的指定車種。
不管研發人員如何構想如何畫圖，1942年3月5日，德國超重型坦克的指令與合約下達，因此獅式戰車的設計案就在7月中旬永遠正式叫停了。

## 性能諸元
- 正面裝甲：140毫米。
- 側面裝甲：100毫米。
- 人員：5人；3人置於砲塔內，為車長、砲手以及裝填手，另外2人為駕駛以及副駕駛。
- 長（含砲管）：7.74公尺（設計圖預估值）。
- 寬：3.83公尺（設計圖預估值）。
- 高：3.08公尺（設計圖預估值）。
- 引擎功率：800～1000匹馬力。
- 速度（理論）：35～40公里／小時
- 主要武裝：105毫米PAW 1000（英语：Panzerwurfkanone 10H64）L/70戰車炮一門。
- 次要武裝：7.92公厘 MG 34同軸機槍一挺。
- 預估行駛距離：160km（平面）/ 80 km（越野）

## 外部連結
- achtungpanzer.com-七號獅式超重型坦克圖片（页面存档备份，存于）